# آشپز (فیلم ۱۹۱۸)
آشپز (انگلیسی: The Cook) فیلمی کوتاه به کارگردانی راسکو آرباکل محصول سال ۱۹۱۸ کشور ایالات متحده آمریکا است.

## بازیگران
- راسکو آرباکل
- باستر کیتون
- ال سنت جان
- آلیس لیک
- گلن کاوندر
- لوک

## بازیابی فیلم
برای چندین دهه گمان می‌رفت این فیلم یک فیلم گمشده باشد تا اینکه در سال ۱۹۹۸ یک پرینت نیترات آسیب‌دیده در بایگانی فیلم نروژ در یک قوطی بدون نشان همراه با فیلم رومئوی بی‌پروا (۱۹۱۷) پیدا شد. چاپ دیگری، با ۶۰۰ فوت فیلم اضافی (حدود هشت دقیقه)، در سال ۲۰۰۲ در موسسه فیلم EYE هلند پیدا شد، و این دو با بهره‌گیری از خلاصه کتاب کنگره به عنوان راهنمای ایجاد نسخه بازیابی‌شده، با هم آمیخته شدند.